# Nagygyörgy Sándor-díj
A Nagygyörgy Sándor-díj a Nimród Magyar Természetfotós Társaság által alapított elismerés a kiemelkedő természetfotósok díjazására.

## A díjazottak névsora
- 2008 - Krizák István[1]
- 2002 - Kiss Gábor
- 2000 - Dr. Vizúr János
- 1999 - Zsila Sándor
- 1998 - Berta Béla[2]
- 1997 - Novák László[3]
- 1996 - Nagy Csaba
- 1995 - Mánfai György[4]